# James City County
James City County (offiziell: County of James City) ist ein County des US-Bundesstaates Virginia der Vereinigten Staaten und liegt auf der Virginia Halbinsel im Südosten des Bundesstaates an der Atlantikküste. Der Verwaltungssitz (County Seat) ist in Williamsburg. Bei der Volkszählung im Jahr 2020 hatte das County 78.254 Einwohner und eine Bevölkerungsdichte von 211,5 Einwohnern pro Quadratkilometer. 

## Geographie
Das James City County liegt im nordwestlichen Teil der Virginia Halbinsel, die im Südosten des Bundesstaates an der Atlantikküste liegt. Das County hat eine Fläche von 466,2 Quadratkilometern, von denen 95 Quadratkilometer (20 Prozent) Wasserflächen sind. Im Nordosten wird es begrenzt durch den York River im Südwesten durch den York River. Das County grenzt im Uhrzeigersinn (im Norden beginnend) an die Countys: New Kent County, King and Queen County, Gloucester County, York County, Surry County und Charles City County.

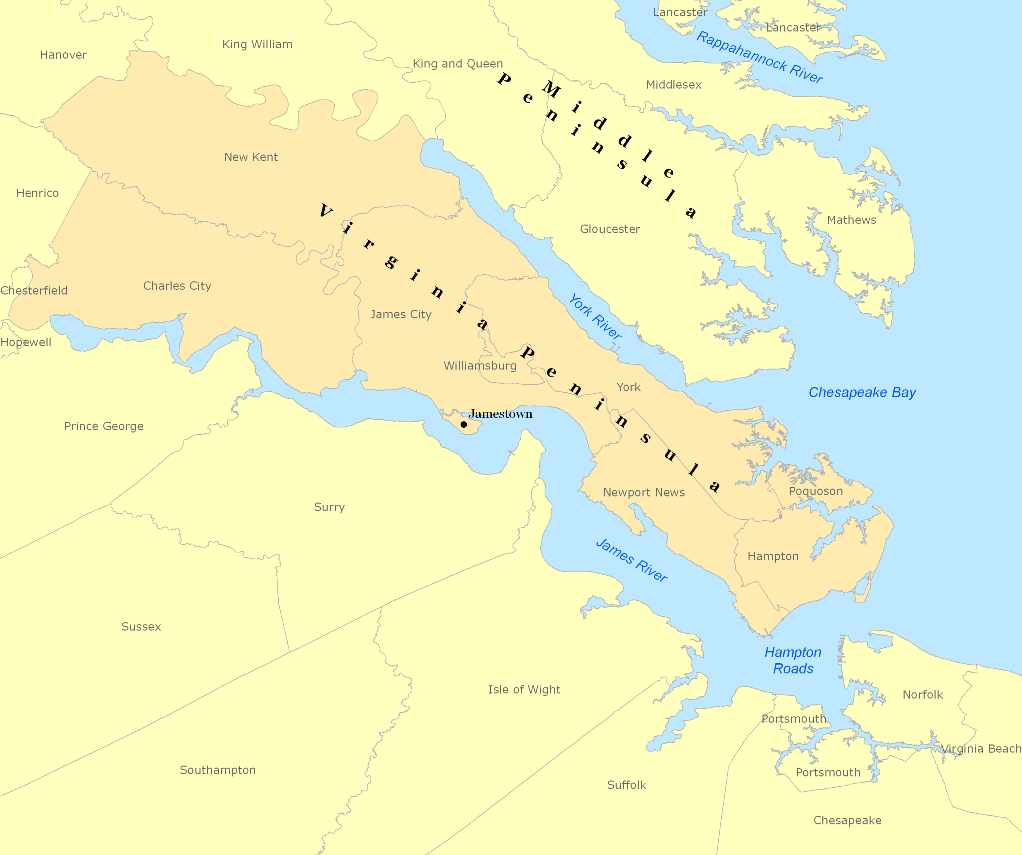
Karte der Virginia-Halbinsel

## Geschichte
1634 wurde das James City Shire auf Anordnung des englischen Königs Karl I. gegründet. Shires waren Verwaltungseinheiten. Zwischen 1637 und 1642 fand die Umbenennung der Begriffe shire in county statt. James City County ist eines von fünf shires, das seine ursprüngliche Form beibehalten hat.
James City County ist gleich in mehrfacher Hinsicht von herausragender Bedeutung für die Geschichte der Vereinigten Staaten.
In James City County liegt Jamestown, die erste dauerhafte englische Siedlung auf dem Territorium der heutigen Vereinigten Staaten, die im Jahr 1607 gegründet wurden. Der 400. Geburtstag der Siedlung ist der Anlass für ausgedehnte Jubiläumsfeierlichkeiten, welche bereits im Mai 2006 begonnen und sich bis 2008 hingezogen haben.
1634 bekam Jamestown eine Satzung und wurde zur ersten Hauptstadt der englischen Kolonie Virginia. Nachdem ein Großfeuer 1698 die Siedlung weitgehend zerstörte, wurde ein Jahr später die Hauptstadt in das nahe Williamsburg verlegt.
Zur Zeit des Amerikanischen Bürgerkrieges fand in der Nähe von Williamsburg die Schlacht von Williamsburg statt.

## Demografische Daten

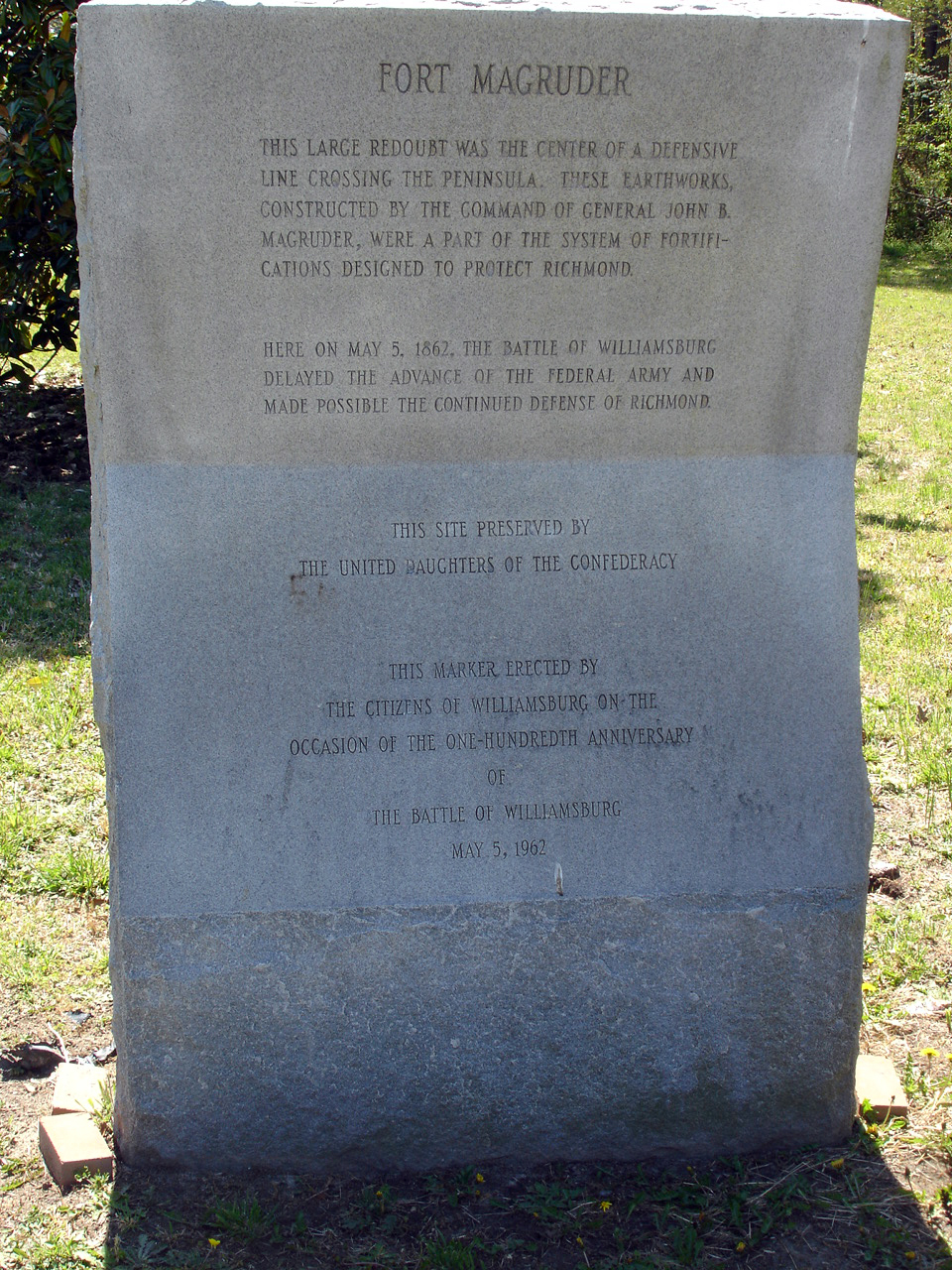
Gedenkstein an Fort Magruder und General John Bankhead Magruder. Beide spielten eine wichtige Rolle bei der Verteidigung der Halbinsel.

Alterspyramide des James City County

Nach der Volkszählung im Jahr 2000 lebten im James City County 48.102 Menschen in 19.003 Haushalten und 13.986 Familien. Die Bevölkerungsdichte betrug 337 Einwohner pro Quadratkilometer. Ethnisch betrachtet setzte sich die Bevölkerung zusammen aus 82,05 Prozent Weißen, 14,37 Prozent Afroamerikanern, 0,28 Prozent amerikanischen Ureinwohnern, 1,46 Prozent Asiaten, 0,05 Prozent Bewohnern aus dem pazifischen Inselraum und 0,44 Prozent aus anderen ethnischen Gruppen; 1,36 Prozent stammten von zwei oder mehr Ethnien ab. 1,70 Prozent der Bevölkerung waren spanischer oder lateinamerikanischer Abstammung.
Von den 19.003 Haushalten hatten 30,5 Prozent Kinder und Jugendliche unter 18 Jahre, die bei ihnen lebten. 61,8 Prozent waren verheiratete, zusammenlebende Paare, 8,9 Prozent waren allein erziehende Mütter, 26,4 Prozent waren keine Familien, 21,4 Prozent waren Singlehaushalte und in 9,0 Prozent lebten Menschen im Alter von 65 Jahren oder darüber. Die Durchschnittshaushaltsgröße betrug 2,47 und die durchschnittliche Familiengröße lag bei 2,86 Personen.
Auf das gesamte County bezogen setzte sich die Bevölkerung zusammen aus 23,3 Prozent Einwohnern unter 18 Jahren, 6,4 Prozent zwischen 18 und 24 Jahren, 27,3 Prozent zwischen 25 und 44 Jahren, 26,1 Prozent zwischen 45 und 64 Jahren und 16,8 Prozent waren 65 Jahre alt oder darüber. Das Durchschnittsalter betrug 41 Jahre. Auf 100 weibliche Personen kamen 93,9 männliche Personen. Auf 100 Frauen im Alter von 18 Jahren oder darüber kamen statistisch 91,0 Männer.
Das jährliche Durchschnittseinkommen eines Haushalts betrug 55.594 USD, das Durchschnittseinkommen der Familien betrug 66.171 USD. Männer hatten ein Durchschnittseinkommen von 43.339 USD, Frauen 27.016 USD. Das Prokopfeinkommen betrug 29.256 USD. 6,4 Prozent der Bevölkerung und 4,1 Prozent der Familien lebten unterhalb der Armutsgrenze. Davon waren 7,3 Prozent Kinder oder Jugendliche unter 18 Jahre und 4,8 Prozent waren Menschen über 65 Jahre.